# Charles Hårfager
Charles Hårfager var ett svenskt trallpunkband som var aktivt i mitten av 1990-talet.
Bandet bildades 1989 av Fredrik Karlsson, Erik Ohlsson, John och Rickard Mahrle. Gitarristen Erik Ohlsson hoppade av bandet strax innan albumet Korpen faller kom ut och gick till skatepunkbandet Millencolin. Senare, sedan albumet Knapra och Fly släppts, bytte Charles Hårfager namn till bara Charles för att få en mer seriös framtoning och släppte albumet Orden inom mig. Alla album är utgivna av Kamel Records utom I svält och nöd som var självfinansierat, men senare gavs ut av Kamel records.

## Medlemmar
- Anders Jakobson, trummor
- Erik Ohlsson, gitarr.
- Fredrik Karlsson, bas
- Mieszko Talarczyk, gitarr och kör. Mieszko hoppade in då Eric hoppade av. Mieszko omkom 2004 i tsunamikatastrofen i Thailand.
- Rickard Mahrle, sång, gitarr och tvärflöjt
- John, gitarr (var bara med på demobanden)

## Diskografi

### Demoskivor
- Svenske mannen är en mes

Sid A
Karl XII
Säpo Toalett läsaren
Rösta blankt
Sid B
Gör dig berädd Greta
A Lagaren Råttan
Inspelad i studio "Ap Staden" 1991-05-09
- Galningars lek

### Album

#### Som Charles Hårfager
- Korpen faller - 1994
- Knapra och Fly - 1995

#### Som Charles
- Orden inom mig - 1995

### EP
- I svält och nöd